# Медицинска школа „Драгиња Никшић” Сремска Митровица
Медицинска школа „Драгиња Никшић” једна је од средњих школа у Сремској Митровици. Налази се у улици Јупитерова 26.

## Историјат
Године 1959. основана је Школа за медицинске сестре–техничаре од које је настала данашња Медицинска школа „Драгиња Никшић” у Сремској Митровици која под овим именом ради од 1990. Од 2000. ради у згради површине од преко 4000 m². У том школском простору адаптирано је и опремљено седамнаест класичних учионица намењених теоријској настави, специјализоване учионице за стручне предмете, кабинети и лабораторије са модерном опремом намењени стучним предметима, библиотека са преко 5000 књига, фискултурна сала и два фризерска салона. Наставу похађа преко хиљаду ученика распоређених у тридесет и једно одељење. О ученицима тренутно брине око сто запослених. Садрже образовне профиле Гинеколошко–акушерска сестра, Здравствени неговатељ, Лабораторијски техничар, Медицинска сестра–васпитач, Медицинска сестра–техничар, Фармацеутски техничар и Физиотерапеутски техничар.